# 233 a.C.

## Eventos
- Fábio Máximo e Mânio Pompônio Matão, cônsules romanos.